# Fasanenschlösschen (Karlsruhe)

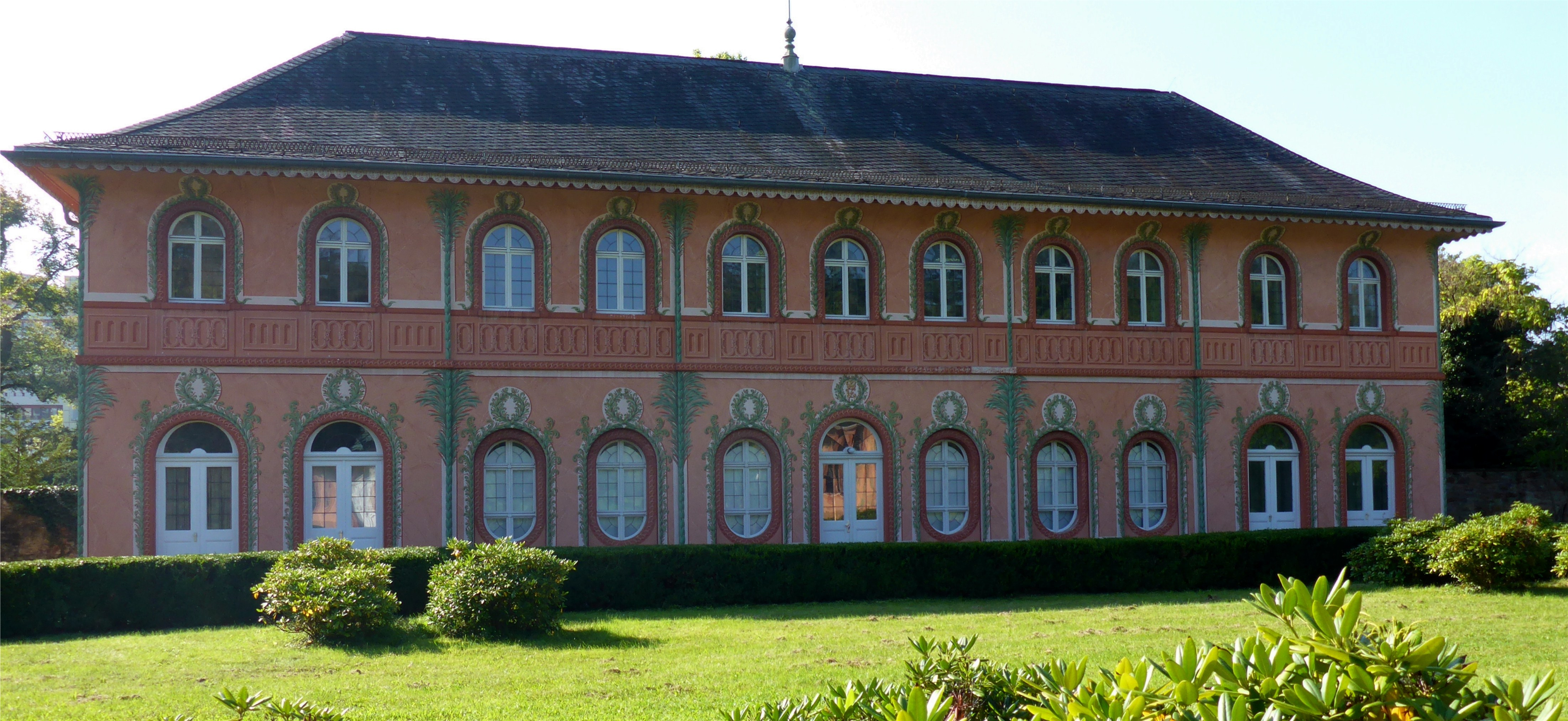
Fasanenschlösschen

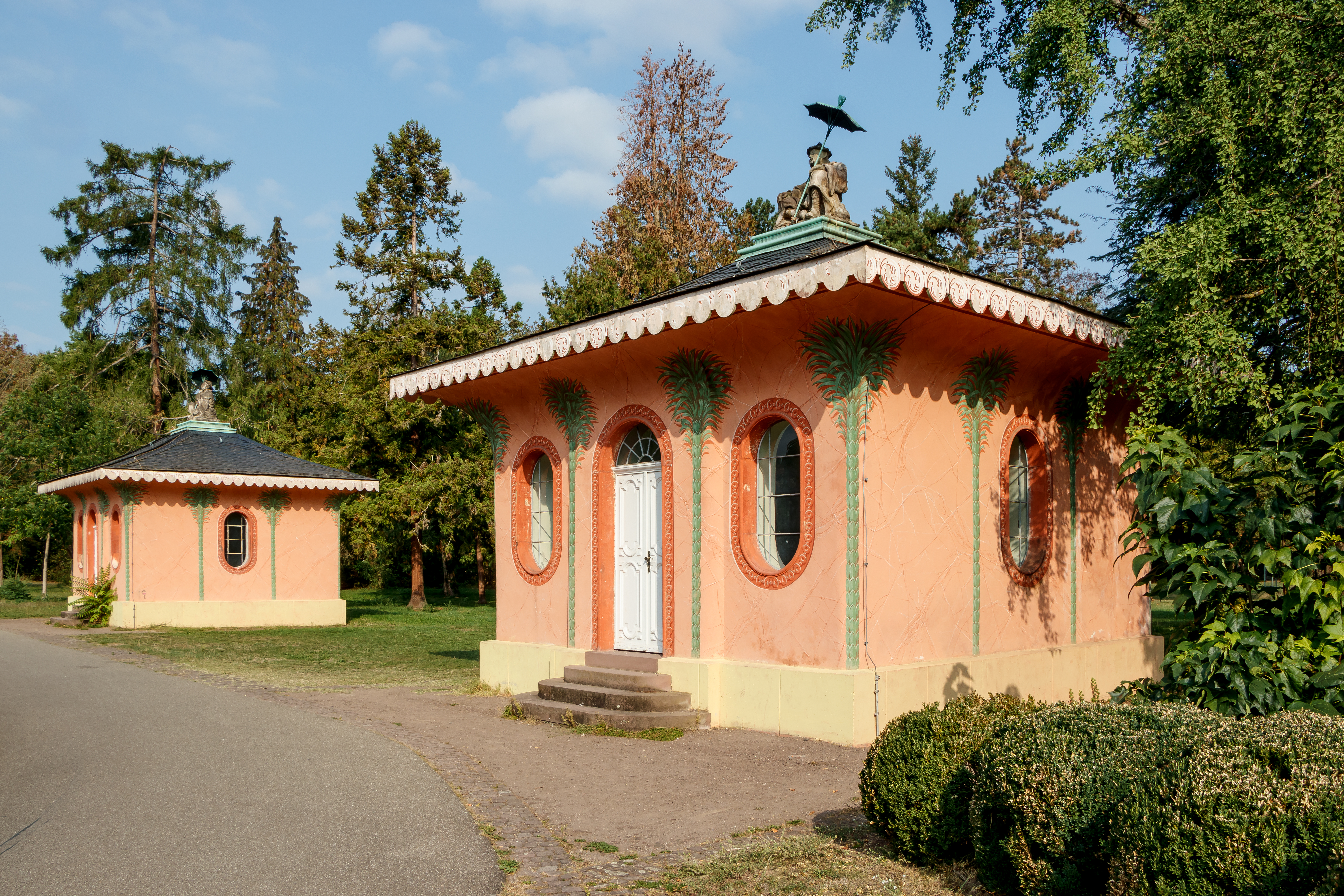
Chinesische Pavillons

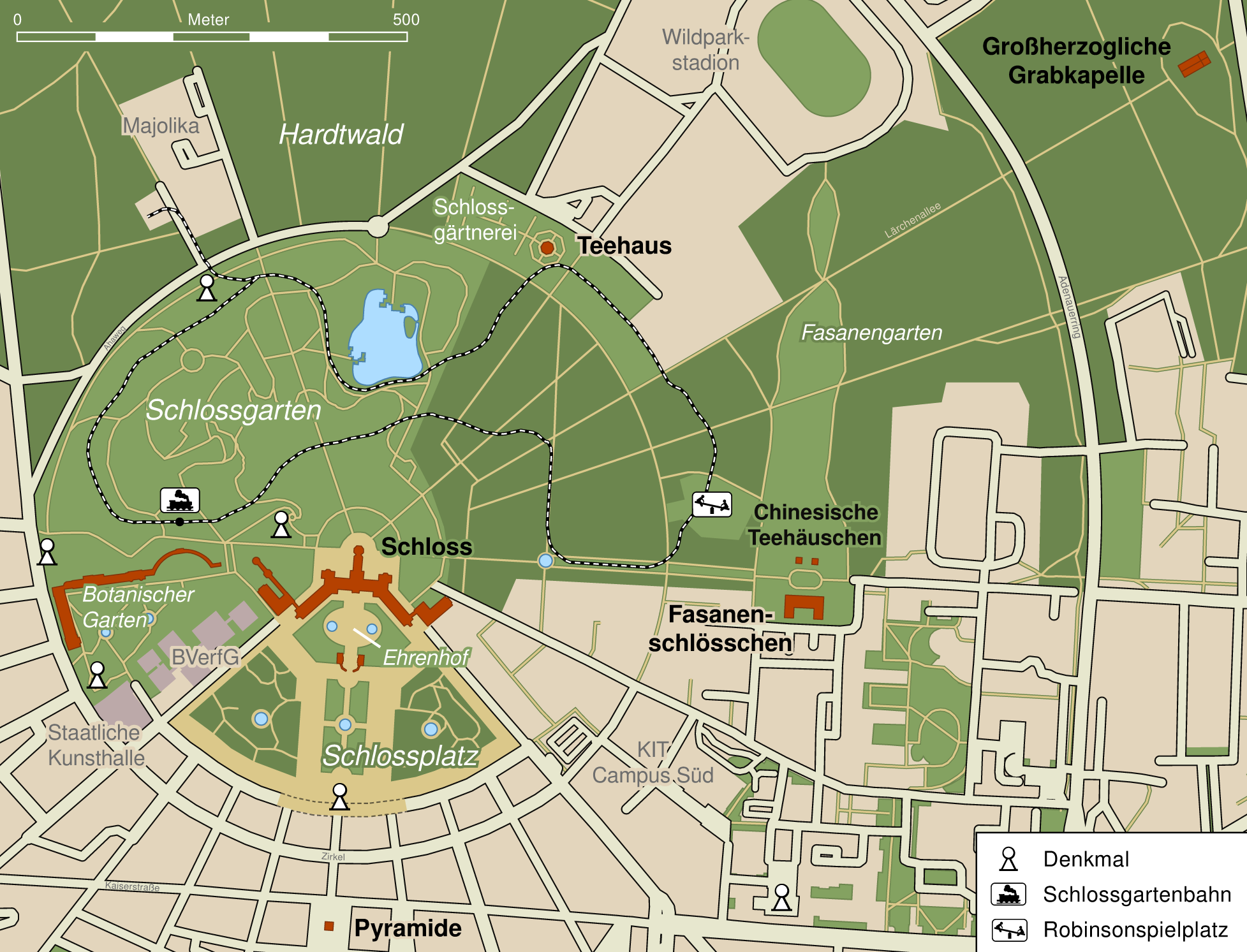
Karte der Karlsruher Schlossanlage, im Osten das Fasanenschlösschen

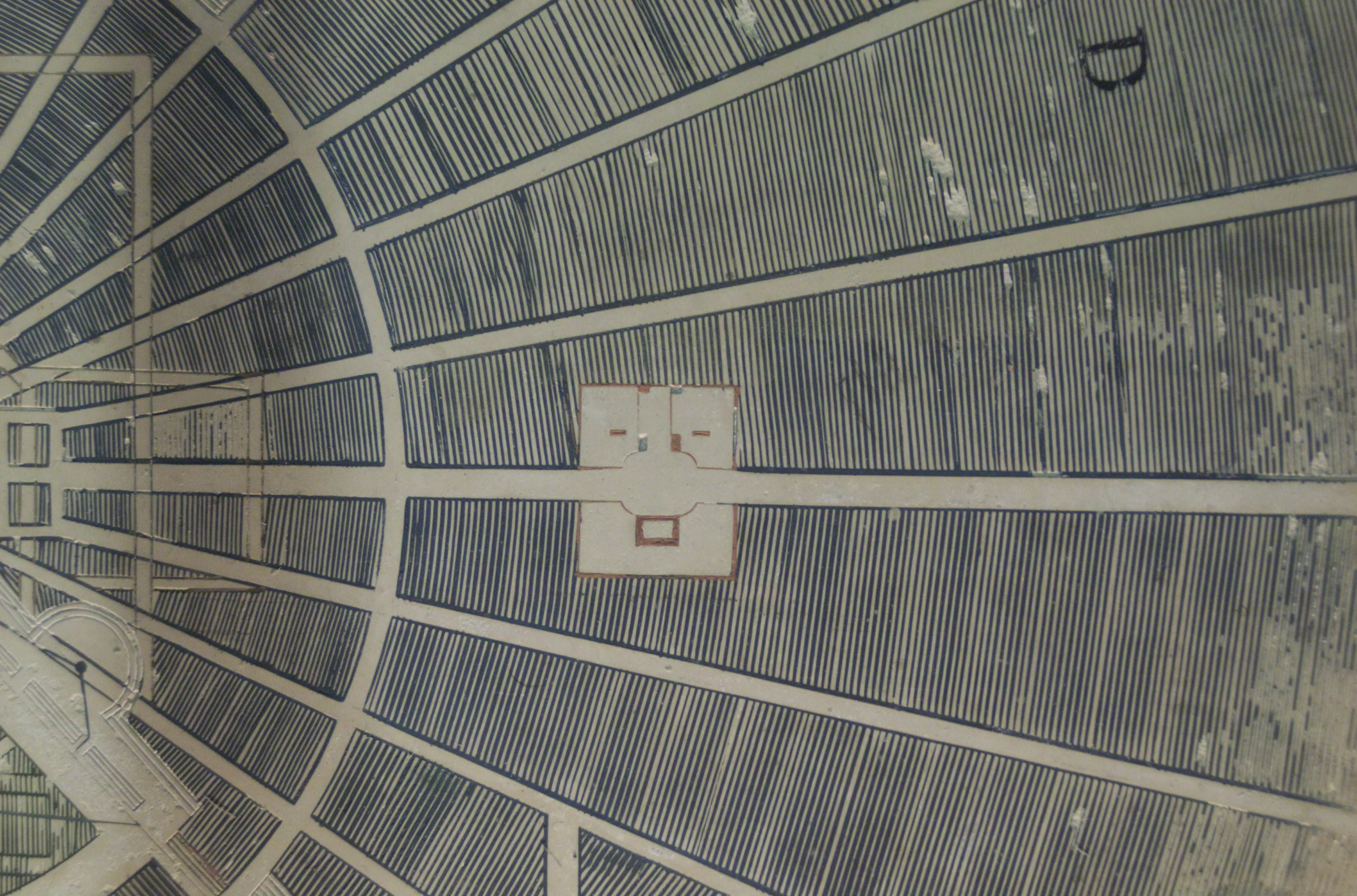
Fasanenschlösschen auf dem Stadtplanrelief von Friedrich Weinbrenner aus den 1820er Jahren

Das Fasanenschlösschen oder auch Fasanengarten-Schlösschen ist ein Lust- und Teehaus im Karlsruher Fasanengarten östlich des Schlossturmes, das in den Jahren 1764 bis 1765 im chinesischen Stil errichtet wurde und sich zusammen mit zwei gegenüberliegenden Pavillons, ebenfalls im chinesischen Stil gehalten, als Bauensemble um einen längsovalen Platz gruppiert. Zunächst wurde das Gebäude für die Aufzucht von Fasanen verwendet, bis es um 1773 im Zuge der Umgestaltung des Schlossgartens zu einem englischen Landschaftsgarten seinerseits zu einem Schlösschen umfunktioniert wurde.

## Geschichte
Bereits in den Jahren 1711 bis 1714, also vor der Stadtgründung Karlsruhes, veranlasste der Markgraf Karl Wilhelm von Baden-Durlach die Anlage des Fasanengartens als Jagd- und Wildpark. Zuvor hatte er eigens einen Gesandten nach Lille beordert, um den dortigen Park zu begutachten. 1714 wurde dann auf einer „Bocksblöße“ genannten Waldlichtung zunächst ein hölzernes Jagdhaus errichtet, das schließlich nach 40 Jahren brüchig war.
1764–1765 erfolgte an derselben Stelle der Bau des zweigeschossigen Fasanenschlösschens in Massivbauweise durch Markgraf Karl Friedrich von Baden. Zunächst fungierte das Gebäude als Fasanerie, indem es im Erdgeschoss die Brutstuben, im Obergeschoss aber die Wohnung des Fasanenmeisters samt Familie beherbergte. In den gegenüberliegenden Pavillons wurden Gold- sowie Silberfasane gehalten. Als die Hofgesellschaft das Bauensemble für gesellschaftliche Zwecke beanspruchte, wurde die Fasanerie verlagert und die Brutstuben in einen Gesellschaftssaal umgewandelt. Diese funktionale Umwertung spiegelt sich in der seitdem geläufigen Bezeichnung „Fasanenschlösschen“ wider.
Seit 1926 fungiert das Gebäude, vormals auch von der Technischen Hochschule Karlsruhe genutzt, als Sitz der Staatlichen Forstschule. Diese wurde im Jahr 2000 umbenannt in „Forstliches Bildungszentrum Karlsruhe“.

## Architektur
Das bauliche Gesamtensemble von Schlösschen und Pavillons zeigt sich durch die damals aktuelle China-Mode inspiriert. Während auf den Dächern der Pavillons chinesische Sitzfiguren mit aufgespannten Schirmen thronen, zeugt die reich ornamentierte, rötlich gehaltene Fassade aller Ensemblebestandteile von der Pracht exotisch-asiatischer Formelemente. Auch die Verzierung durch Palmen und anderes filigranes Blattwerk gemahnt an die stilistische Anverwandlung.